# Nagroda Polonicum
Nagroda Polonicum – nagroda w formie dyplomu i statuetki z brązu przyznawana zagranicznym badaczom przez Uniwersytet Warszawski od 2006 roku za „wybitne osiągnięcia w krzewieniu języka polskiego oraz wiedzy o polskiej kulturze i historii na świecie”.
Nagroda została ustanowiona przez Uniwersytet Warszawski z inicjatywy prof. Ryszarda Kuleszy, ówczesnego dyrektora uniwersyteckiego Centrum Języka Polskiego i Kultury Polskiej dla Cudzoziemców „Polonicum”, a patronat nad nią objęli marszałek Senatu, minister kultury i dziedzictwa narodowego oraz rektor uniwersytetu. W skład kapituły nagrody, która decyduje o wyborze laureata, wchodzą:
1. rektor Uniwersytetu Warszawskiego
2. marszałek Senatu
3. minister właściwy ds. kultury i ochrony dziedzictwa narodowego
4. minister właściwy ds. szkolnictwa wyższego
5. prezes Stowarzyszenia „Wspólnota Polska”
6. dyrektor Biblioteki Narodowej
7. dziekan Wydziału Polonistyki Uniwersytetu Warszawskiego
8. przewodniczący Rady Naukowej Centrum „Polonicum”
9. dyrektor Centrum „Polonicum”

przy czym pierwszych sześciu może być reprezentowanych przez upoważnionego przedstawiciela.

## Lista laureatów[2]
- prof. Cheng Byung Kwon (2006)
- prof. Oskar Swan (2007)
- prof. Yi Lijun (2008)
- prof. Zuzanna Topolińska (2009)
- prof. Luca Bernardini (2010)
- Katedra Języków i Kultur Słowiańskich Wydziału Języków Obcych i Regionoznawstwa Uniwersytetu Moskiewskiego im. Łomonosowa (2011)
- Katedra Slawistyki Zachodniej Uniwersytetu Lipskiego (2012)
- prof. Constantin Geambașu (2013)
- prof. Algis Kalėda (2014)
- prof. Ałła Krawczuk (2015)
- prof. Janusz Bańczerowski (2016)
- Biblioteka Polska w Paryżu (2017)
- Katedra Studiów Rosyjskich i Slawistycznych przy Uniwersytecie Trinity College Dublin w Irlandii (2018)

## Lista wyróżnionych[2]
- prof. Tamara Trojanowska (2006)
- Zakład Języka Polskiego i Literatury Polskiej Instytutu Filologii Słowiańskiej, Uniwersytet Complutense w Madrycie (2007)
- Katedra Języka Polskiego i Literatury Polskiej w Zagrzebiu (2008)
- Desiderio Nawarro Perez (2008)
- dr Dorota Walczak-Delanois (2009)
- prof. Wiktoria Liczkiewicz (2009)
- prof. Ałła Kożynowa (2010)
- Paivi Paloposki (2010)
- Department of Slavic Languages and Literatures, University of Wisconsin-Madison (2011)
- Alois Woldan (2011)
- prof. Angel Enrique Díaz-Pintado Hilario (2012)
- prof. Panayot Karagyozov (2012)
- prof. Marie Sobotková (2013)
- dr Liliana Madelska (2013)
- prof. Yang Deyou (2014)
- mgr Helena Rajca-Suchocka (2014)
- prof. Theodor Kanitzer (2015)
- dr Olaf Kühl(inne języki) (2015)
- prof. Marta Pančíková (2016)
- dr Małgorzata Majewska-Meyers (2016)
- dr David Kolbaia (2017)
- Polish Studies Center, Indiana University w Bloomington (2017)
- Astrit Beqiraj (2018)
- prof. Margreta Grigorowa (2018)